# Akron (Colorado)
Akron é uma cidade  localizada no estado americano do Colorado, no Condado de Washington.

## Demografia
Segundo o censo americano de 2000, a sua população era de 1711 habitantes.
Em 2006, foi estimada uma população de 1573, um decréscimo de 138 (-8.1%).

## Geografia
De acordo com o United States Census Bureau tem uma área de
3,8 km², dos quais 3,8 km² cobertos por terra e 0,0 km² cobertos por água. Akron localiza-se a aproximadamente 1420 m acima do nível do mar.

## Localidades na vizinhança
O diagrama seguinte representa as localidades num raio de 48 km ao redor de Akron.